# Бернар (виконт Нарбонны)

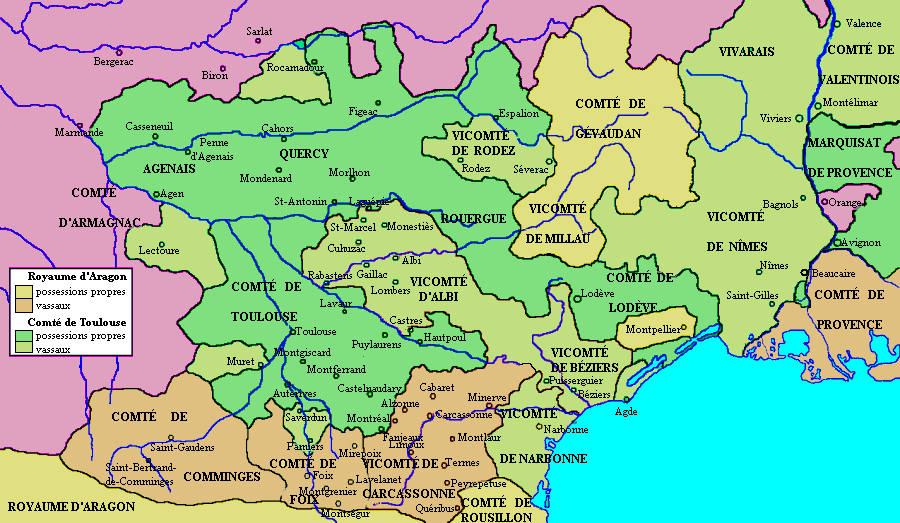
Виконтство Нарбонна на карте Окситании

Бернар (фр. Bernard de Narbonne; 1032/1037 — до 1077) — виконт Нарбонна с ок. 1066 года. Младший сын Беренгера Нарбоннского и Гарсинды де Безалю.

## Биография
В хартии виконта Беренгара, датированной 7 июля 1032 года, упоминается только его старший сын — Раймонд. Поэтому вероятно, что Бернар родился позже этой даты.
Беренгар умер в 1067 году. Считается, что он ещё при жизни передал свои владения сыновьям.
Сначала Бернар правил виконтством совместно со старшим братом — Раймондом II. Около 1067 года сместил его, но при этом у Раймонда остались достаточно обширные владения, которые он потом передал по наследству сыновьям.

## Семья
Жена — Фидес, происхождение точно не установлено, во многих источниках указана как дочь Гуго I, графа Руергского, и его жены Фидес де Сердань.
Дети:
- Эмери I (ум. 1105/1106 в Сирии), виконт Нарбонна
- Гуго
- Беренгер (Беранже)
- Фидес (Фуа) (ум. после 9 мая 1105), муж — Пьер, виконт де Брюникель.